# Calce
Calce  es una localidad y comuna situada en el departamento de los Pirineos Orientales y la región de Occitania en Francia. 
Sus habitantes reciben el gentilicio en francés de Calçois(es) o Calcès, calcesa en catalán.

## Geografía
Calce se encuentra situada en la comarca histórica del Rosellón.

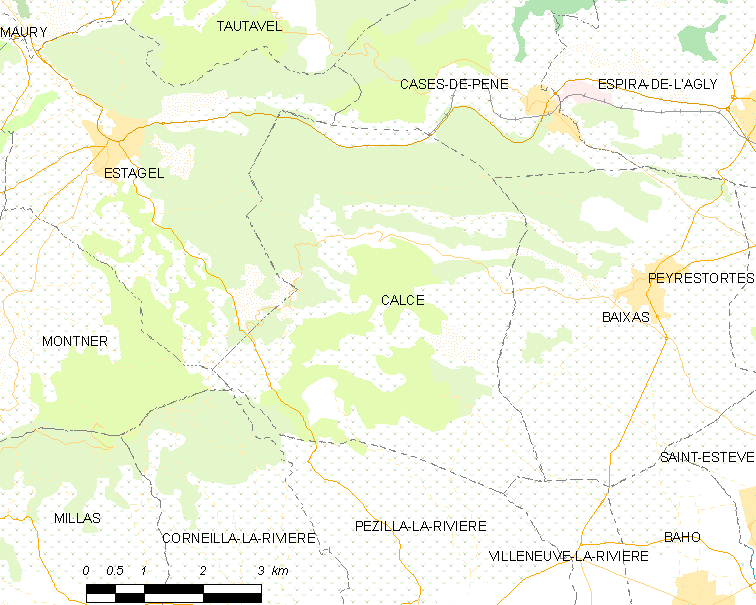
Situación de Calce

## Gobierno y política

### Alcaldes
| Alcalde               | Período     |
| --------------------- | ----------- |
|                       |             |
| Gil Deluncle          | ? - 1815    |
| Pierre Deluncle Vidal | 1815 - ?    |
|                       |             |
| Paul Schramm          | 2001 - 2014 |
| Bruno Valiente        | 2014 -      |

## Demografía
| 120 | 135 | 116 | 124 | 161 | 185 | 225 | 217 | 210 |
| Para los censos de 1962 a 1999 la población legal corresponde a la población sin duplicidades (Fuente: INSEE [Consultar]) |     |     |     |     |     |     |     |     |

## Lugares de interés
- Capilla prerrománica de Saint-Paul-le-Vieux, mencionada por primera vez en el año 843.
- Castillo de las Fonts, medieval, mencionado en 898 y 915 bajo "tutela" de la Abadía de Lagrasse. Su capilla románica está clasificada como Monumento Histórico.